# Билярский, Пётр Спиридонович
Петр Спиридонович Билярский (19 июня [1 июля] 1819, Билярск, Казанская губерния — 2 [14] января 1867, Одесса) — филолог-славист, экстраординарный академик, собиратель материалов для биографии Ломоносова.

## Биография
Родился в семье священника Казанской губернии 19 июня (1 июля) 1819 года (по другим данным — в 1817 году) в Билярске.
Образование получил в Казанской семинарии и Московской духовной академии (1838). Часто ездил из Сергиева Посада в Москву  в университет на лекции Погодина и Голубинского.
Был назначен преподавателем в Пермскую духовную семинарию, куда ехать отказался и в 1840 году вышел из духовного звания. Давал уроки в частных домах и в пансионе Погодина. И. И. Введенский предложил ему переехать в 1840 году в столицу; в 1844 году он поступил канцелярским чиновником 1-го разряда. в «Комитет правления» Академии наук; состоял также протоколистом общего собрания Сената, что мало обеспечивало его в материальном отношении.
Поселившись в Петербург, начал помещать в «Журнале Министерства народного просвещения» рецензии на сочинения по русскому и славянскому языкам и по другим предметам, примыкавшим к его филологическим занятиям.
В 1855 году, познакомившись с Я. И. Ростовцевым, обратил на себя внимание последнего и был назначен им наставником-наблюдателем военно-учебных заведений по отделу русского языка и словесности.
Будучи избранным в 1860 году адъюнктом Петербургской академии наук, оставил должность главного наблюдателя по состоянию здоровья. В 1863 году был избран экстраординарным академиком по отделению русского языка и словесности, с назначением членом правления и редактором «Записок» Академии.
С открытием Новороссийского университета в Одессе в 1865 году, из-за развившегося туберкулеза Билярский принял предложение возглавить в нём кафедру русской словесности.
Умер 2 (14) января 1867 года. Был похоронен на 1-м Христианском кладбище Одессы.

## Научная деятельность
Труды П. С. Билярского по изучению древних славянских и русских памятников отличаются тщательностью критического анализа текста.
Ещё в 1840 году он начал один из важнейших своих трудов — о языке Манассииной летописи, которую напечатал в 1847 году: «О среднеболгарском вокализме по патриаршему списку летописи Манасси», ставшей первой частью его исследования «Судьбы церковно-славянского языка». В 1848 году, напечатав его 2-ю часть — «О Кирилловской части Реймского евангелия» — получил за них Демидовскую премию.
В 1862 году появились его «Замечания о языке Сказания о святых Борисе и Глебе».
В 1863 году издал «Опыт словаря к сочинениям Ломоносова», а в 1865 году был напечатан огромный том собранных им «Материалов для биографии М. В. Ломоносова». Билярскому также принадлежит перевод сочинения В. Гумбольдта «О различии организмов человеческого языка и о влиянии этого различия на умственное развитие человеческого рода» (1859).